# Florian Schweighofer
Florian Schweighofer (* 28. Dezember 2003 in Linz)  ist ein österreichischer Golfer. Er ist mehrfacher Staats- und Vizestaatsmeister und spielte mit 16 Jahren erstmals ein Profi-Golfturnier. Als Amateur nahm er für den österreichischen Golfverband an Einzel- und Team-Europameisterschaften sowie der „Golf Team-Weltmeisterschaft“ teil. Er ist Mitglied des Golf Team Austria und der Pro Golf Tour.

## Werdegang
Schweighofer begann 2010 im Alter von 6 Jahren zu golfen, wurde 2013 mit 9 Jahren in den oberösterreichischen Landeskader und im Herbst 2018 mit 14 Jahren ins österreichische Nationalteam berufen. Ab 2018 absolvierte er das Linzer Bundesoberstufengymnasium für Leistungssport und legte dort 2023 die Reifeprüfung (Matura) ab.
2020 nahm er erstmals an Profiturnieren der Alps- und Pro Golf Tour teil und wurde als jüngster Teilnehmer seiner Altersklasse österreichischer U18 Match Play Staatsmeister.
2021 zog er zum ersten Mal in den Finaltag bei einem Profiturnier ein und debütierte auf der European Challenge Tour. Mit 17 Jahren wurde er im Zählspiel österreichischer Vize-Staatsmeister der Allgemeinen Klasse.
2022 gewann Schweighofer die österreichische U21 Match Play Staatsmeisterschaft. Er trat in diesem Jahr bei sieben Profi-Turnieren an, bei fünf davon schaffte er es in den Finaltag, und er erspielte erstmals ein Top10 Ergebnis bei den Profis. Im Amateurbereich bestritt er die internationalen Staatsmeisterschaften in Portugal, Spanien und Frankreich, daneben sein erstes Turnier in England, die Lytham Trophy.
2023 stand Schweighofer erstmals am Finaltag eines Profiturniers in der Führungsgruppe, welche als letzte auf die Runde geht. Er erspielte sich in der Folge sein erstes Top3 Ergebnis bei den Profis, wobei das Preisgeld an ihn als Amateur nicht ausbezahlt wurde. Erstmals trat er bei der DP World Tour Qualifying School in Ebreichsdorf nahe Wien an. Wie schon in den Vorjahren spielte Schweighofer europäische Amateur Turniere der obersten Leistungsklasse.  Erstmals war darunter ein Turnier in Schottland, die St. Andrews Links Trophy. Er qualifizierte sich für die Einzel Europameisterschaft (European Amateur Championship) in Estland und auch für die zweijährlich seit 1958 stattfindenden „World Amateur Team Championship“, der auch als Eisenhower Trophy bekannten Golf Team Weltmeisterschaft.
2024 rückte Schweighofer zu Jahresbeginn als Heeressportler für 6 Monate zum österreichischen Bundesheer ein, was ihm nach der Grundausbildung wieder die Möglichkeit für Trainings und Wettkämpfe gab. Im Amateurbereich wurde er österreichischer Match Play Staatsmeister.  Bei der St. Andrews Links und bei der Lytham Trophy zog er in die Finalrunden ein, und er trat erstmals beim ältesten, seit 1885 ausgetragenen Amateur Golfturnier der Welt „The Amateur Championship“ an. Schweighofer wurde Mitglied der Pro Golf Tour und mit der Teilnahme an drei von insgesamt 16 Turnieren im Kalender der Tour erspielte er sich die Berechtigung zur Teilnahme am Finalturnier 2024 sowie eine fixe Startberechtigung für die Spielsaison 2025.
In Teambewerben vertrat Schweighofer Österreich bei der European Amateur Team Championship 2024 in Italien, der European Amateur Team Championship Div2 2023 in Slowenien, der World Amateur Team Championship 2023 (Eisenhower Trophy) in Abu Dhabi, der European Amateur Team Championship 2022 in England und der European Boys’ Team Championship in Dänemark.

## Training
Seit Schweighofer 12 Jahre alt ist, arbeitet er durchgehend mit dem aus Südafrika stammenden Golftrainer Jonathan Mannie zusammen. Die Trainings finden im Winter indoor in einer Halle in Henndorf und sonst am Golfplatz in Salzburg Kleßheim statt. Seit seiner Aufnahme ins österreichische Nationalteam unterstützen ihn auch die österreichischen Nationalteamtrainer. Meist finden die Trainings des Golf Team Austria im Performance & Competence Center des österreichischen Golfverbandes in Oberwaltersdorf nahe Wien statt. Sein Fitness- und Athletiktraining absolviert Schweighofer in Abstimmung mit Franz Hinterkörner (Sportwissenschafter des Sportland Oberösterreich) vornehmlich im Olympiazentrum auf der Gugl in Linz.

## Auszeichnungen
Schweighofer gewann 2021 die Sportlerwahl zum oberösterreichischen TopTalent mit 49.706 für ihn abgegebenen Stimmen.

## Erfolge (Auswahl)
- 2013: Österreichischer Zählspiel Vize-Staatsmeister U10[43]
- 2017: Landesmeister Oberösterreich U14[44]
- 2018: Landesmeister Oberösterreich U16[45]
- 2018: Österreichischer Match Play Vize-Staatsmeister U16[46]
- 2019: Österreichischer Match Play Vize-Staatsmeister U16[47]
- 2019: Sieg Hungarian Junior Open U16[48]
- 2020: Match Play Staatsmeister U18[3]
- 2021: Österreichischer Zählspiel Vize-Staatsmeister Allgemeine Klasse mit 17 Jahren[6][7]
- 2022: Österreichischer Staatsmeister Matchplay U21[8]
- 2022: PGA Championship Austria (Profiturnier): 2ter Platz & bester Amateur[49][50]
- 2023: Pro Golf Tour Haugschlag (Profiturnier): 3-ter Platz & bester Amateur[13][51][52]
- 2024: Österreichischer Match Play Staatsmeister Allgemeine Klasse[21][22][23]